# Bohny’s Neues Bilderbuch

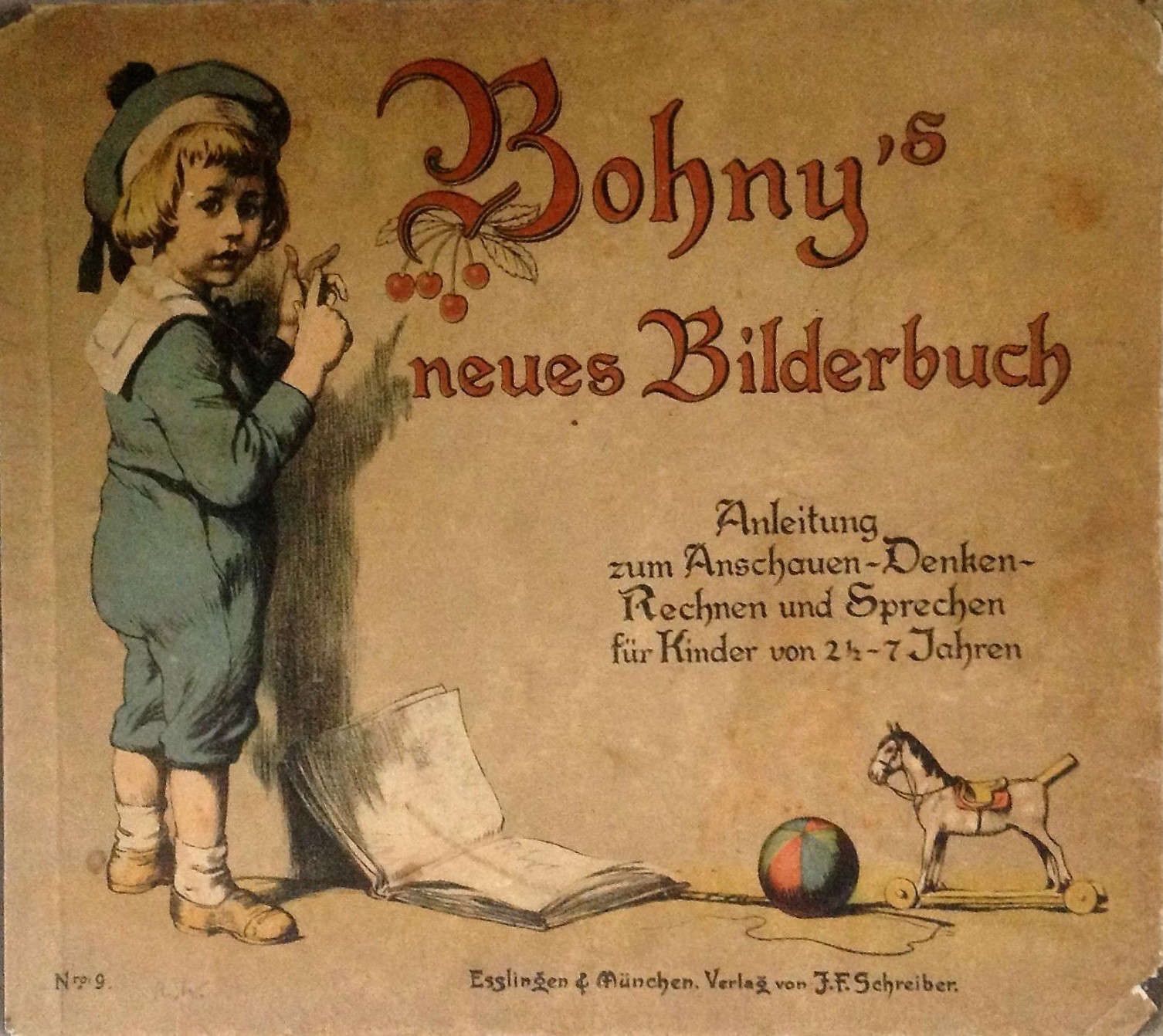
Bohnys neues Bilderbuch. Cover von 1906

Bohny's Neues Bilderbuch ist ein Bilderbuchklassiker von Nikolaus Bohny.

## Verfasser
Entworfen wurde Bohny's Neues Bilderbuch von dem Schweizer Pädagogen Nikolaus (oder Niklaus) Bohny (1815–1856). Über Bohnys Leben ist nicht viel bekannt. Überliefert ist ein Lehrvertrag aus dem Jahr 1822 zwischen einem Niklaus Bohny und Wilhelm Müller-Mathys, der offenbar zahlreiche künftige Lehrer ausbildete. Später arbeitete Bohny in Basel als Lehrer. Er veröffentlichte noch weitere pädagogische Bilderbücher.

## Das Neue Bilderbuch
Die erste Auflage des querformatigen Neuen Bilderbuchs mit 36 Seiten und über 400 farbigen Abbildungen erschien 1847 oder 1848, zahlreiche weitere Auflagen sowie Übersetzungen in viele Sprachen folgten. Zur Zeit der 16. deutschsprachigen Auflage gab es auch eine brasilianische, eine englische, eine französische, eine griechische, eine italienische, eine holländische, eine russische und eine ungarische Version des Buches. Mindestens dreimal wurden die Bilder zu Bohnys Texten neu gezeichnet und aktualisiert, das dritte Mal für die 16. Auflage des Buches. Die deutschen Ausgaben erschienen im Esslinger Schreiber-Verlag; im letzten Viertel des 20. Jahrhunderts wurden auch Reprints aufgelegt.
Bohny, der sich in der Tradition Pestalozzis sah, entwarf das Buch als „Anleitung zum Anschauen, Denken, Rechnen und Sprechen für Kinder von zweieinhalb bis sieben Jahren“ und versah es mit einem Vorwort sowie einer Art Gebrauchsanleitung. Neu sei das Bilderbuch deshalb, so schrieb er im Vorwort, weil seine für die Erwachsenen beigedruckten Leitfragen zu den Bildern das Zählen und Ordnen in den Vordergrund stellten. Die Kinder sollten angeregt werden, die in zwei bis drei Reihen pro Seite gedruckten Bilder im Einzelnen zu betrachten, Zahlenverhältnisse und Unterscheidungsmerkmale zu benennen und einfache Rechenaufgaben zu lösen. 

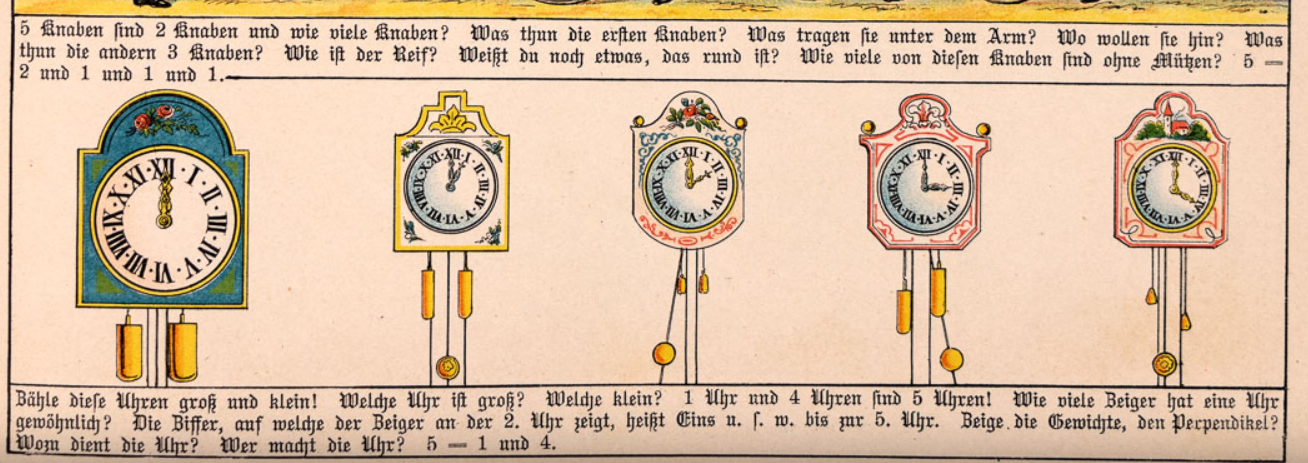
Ausschnitt aus einer Seite zum Zahlenraum von 1 bis 5

Auf den Seiten 1 bis 4 wird der Zahlenraum von 1 bis 5 veranschaulicht. Mit diesen fünf Zahlen wird auf den Seiten 5 bis 16 gearbeitet. Additions- und Subtraktionsaufgaben sowie die Zerlegung der Zahlen sind Thema dieser Seiten. Auf den Seiten 17 bis 20 kommt die Zahl 6 hinzu, auf den Seiten 21 bis 24 die Zahl 7, auf den Seiten 25 bis 28 die Zahl 8, auf Seite 29 bis 32 die Zahl 9 und auf Seite 33 bis 36 die Zahl 10. Einige Aufgaben der letzten Seiten regen auch zur Beschäftigung mit dem Zahlenraum über 10 an. Ab Seite 25 sind auch Multiplikations- und Divisionsaufgaben zu finden. Bohny legte allerdings nicht nur Wert auf die Lösung von Rechenaufgaben, sondern auch auf die Ausbildung des sprachlichen Ausdrucksvermögens der Kinder: „Denn die Sprache ist das Mittel, durch welches die Außenwelt den Kindern zum Verständnis gebracht werden kann. Die Kinder sollen vorerst anschauen, dann über das Angeschaute denken und das Gedachte richtig aussprechen lernen.“ Wichtig war es Bohny auch, Bildgegenstände aus der alltäglichen Umgebung der Kinder zu wählen, um einerseits so das Interesse für das Buch zu wecken, andererseits aber auch einen intensiveren Blick auf die Außenwelt zu fördern. 